# Misery (canción de Maroon 5)
«Misery» es una canción de la banda estadounidense Maroon 5. Fue lanzada el 22 de junio de 2010 por Octone Records a través de iTunes Store. La canción fue lanzada a mediados de 2010 justo antes de la gira de la banda, siendo el primer sencillo de su tercer álbum de estudio, Hands All Over, el cual fue lanzado el 21 de septiembre de 2010.
Escrita por Adam Levine, Jesse Carmichael, y Sam Farrar, la canción es acerca de la situación que atraviesa el vocalista (Adam Levine) cuando una relación se desvanece. "Why won't you answer me? / Your silence is slowly killing me / Girl you really got me bad." ("¿Por qué no me contestas? / Tu silencio me está matando lentamente / Chica, me tienes realmente mal), dice él en las letras.

## Recepción de la crítica
MTV Buzzworthy dijo que el sencillo fue "muy clásico de Maroon 5"." AOL Radio declaró que fue un "falsete-implorante, sin embargo optimista, con un teclado que hace estallar", y la comparó con el coro del hit de Maroon 5, "This Love" (2004). The New York Post declaró que el sencillo fue "exactamente el tipo de tempo, llena de falsete, el sencillo que hemos estado esperando".

## Video musical
Levine dijo a MTV News que el video musical de la canción, dirigido por Joseph Kahn, se centrará en la violencia, en vez de sexo, en donde la protagonista intenta matar a su amante. En éste video aparece la modelo rusa y exnovia de Adam Levine Anne Vyalitsyna.  El video fue estrenado el 1 de julio en MTV y VH1.
En el video censurado o la versión para TV, las escenas violentas se ven alteradas. Un ejemplo de esto es cuando el cuchillo que está usando la mujer lo pone entre los dedos de Levine y luego apuñala su mano, digitalmente es cambiado por un dibujo animado de un helado y su cono. La mayor parte de la violencia es censurada con el corazón, el amor, ositos de peluche o un caramelo.

## En la cultura popular
Una versión se realizó en la televisión estadounidense la serie Glee, en el segundo episodio de la temporada "Original Song" lanzada como sencillo en iTunes en marzo de 2011.

## Posicionamiento en listas
Lanzado previamente al lanzamiento del tercer álbum de estudio, "Hands All Over", que saldrá 21 de septiembre, el primer sencillo se logró 54.000 descargas en su primera semana. La canción debutó en el N° 30 del Adult Top 40.
| Listas (2010)                          | Mejor posición |
| -------------------------------------- | -------------- |
| Australian Airplay Chart (ARIA)        | 10             |
| Canadian Hot 100 (Billboard)           | 13             |
| Japan Hot 100 (Billboard)              | 4              |
| Corea del Sur (GAON)                   | 4              |
| U.S. Billboard Hot 100                 | 14             |
| U.S. Billboard Hot Adult Top 40 Tracks | 1              |
| U.S. Billboard Mainstream Top 40       | 9              |
| U.S. Billboard Adult Pop Songs         | 19             |
| U.S. "Billboard" Radio Songs           | 21             |
| U.S. "Billboard" Pop Songs             | 13             |
| U.S. "Billboard" Digital Songs         | 15             |

| Predecesor: "If It's Love" de Train | Billboard Hot Adult Top 40 Tracks - Sencillo n.º 1 2 de octubre de 2010 - 23 de octubre de 2010 | Sucesor: "Teenage Dream" de Katy Perry |